# Skyler Yeast
Skyler Yeast (* 1982 oder 1983) ist ein US-amerikanischer Schauspieler und ein Model.

## Leben
Yeast besuchte die Universität Saragossa, die Universität Turin und die University of Idaho. Er spricht drei Sprachen fließend, darunter Englisch und Spanisch. Als Model erhielt er Aufträge unter anderen in Europa, speziell in Italien, und Südamerika. Als Schauspieler trat er erstmals 2014 in Erscheinung, als er jeweils in einer Episode der Fernsehserien BlackJacks und Two and a Half Men mitspielte. Im selben Jahr erhielt er eine der männlichen Hauptrollen des Derek in der vom Filmstudio The Asylum produzierten Filmkomödie Bachelor Night: Auf nach Vegas!. 2017 hatte er Nebenrollen in den beiden Filmproduktionen Escape Artist und Borderland inne.

## Filmografie (Auswahl)
- 2014: BlackJacks (Fernsehserie, Episode 1x03)
- 2014: Two and a Half Men (Fernsehserie, Episode 11x12)
- 2014: Bachelor Night: Auf nach Vegas! (Bachelor Night)
- 2017: Escape Artist
- 2017: Borderland